# Lotniczy Korpus Hird
Lotniczy Korpus Hird (nor. Hirdens Flykorps, HF) – ochotnicza lotnicza sekcja młodzieżowa Hird, organizacji podległej partii Nasjonal Samling (NS), istniejąca podczas II wojny światowej w Norwegii.
Hirdens Flykorps został utworzony w marcu 1942 r. Była to organizacja niespotykana w innych krajach podbitych przez Niemców. Pierwsze lotnicze oddziały w okupowanej Norwegii powstały już pod koniec 1941 r. pod nazwą Hirdens Flyavdeling. Od pocz. 1942 r. szkoliło się pierwszych 21 słuchaczy. Instruktorzy pochodzili w części z b. Królewskich Norweskich Sił Powietrznych, a w części byli przeszkoleni przez Niemców. Kilku absolwentów kursów lotniczych HF służyło potem w Luftwaffe.
HF użytkowało ponad 20 szybowców (głównie typu Grunau 8), zarekwirowanych prywatnym właścicielom i zabranych z aeroklubów. Miały one standardowe norweskie rejestracje lotnicze rozpoczynające się od liter LN oraz partyjne znaki NS "Solkorset" (dwa miecze na czerwonym tle). Pod koniec 1943 r. zastąpiono je czerwono-biało-niebieskimi pasami narodowymi, identycznymi do tych, jakie nosiły norweskie samoloty wojskowe przed wojną.
Jest kwestią sporną, czy szeregowi członkowie HF byli zdrajcami kolaborującymi z okupantami, czy zwykłymi pasjonatami lotnictwa. Po zakończeniu wojny większość z kilkuset członków HF spędziło co najmniej kilka miesięcy w więzieniach.
Na czele HF (Korpsfører) stali Reidar Aagaard, a następnie Erling W. Eliassen.